# Ophiorrhiza rarior
Ophiorrhiza rarior är en måreväxtart som beskrevs av Hsien Shui Lo. Ophiorrhiza rarior ingår i släktet Ophiorrhiza och familjen måreväxter. Inga underarter finns listade i Catalogue of Life.